# Đường tỉnh 212
Đường tỉnh 212 hay tỉnh lộ 212, viết tắt ĐT212 hay TL212, là đường tỉnh ở huyện Ba Bể, tỉnh Bắc Kạn và huyện Nguyên Bình, tỉnh Cao Bằng, Việt Nam.
Đường tỉnh 212 dài 32 km, đã được nâng cấp IV miền núi.
Đường bắt đầu từ Quốc lộ 279 ở ngã ba Nà Vài 22°26′38″B 105°50′50″Đ / 22,44389°B 105,84722°Đ, xã Hà Hiệu, huyện Ba Bể, tỉnh Bắc Kạn đi hướng tây bắc.
Sang xã Thành Công và Quang Thành, huyện Nguyên Bình, tỉnh Cao Bằng đường đổi hướng đông bắc, nối vào Quốc lộ 34 ở rìa đông nam thị trấn Tĩnh Túc. Đoạn ở xã Quang Thành có đèo Cô Li A nổi tiếng.